# Диаграмма «цвет — звёздная величина» для галактик

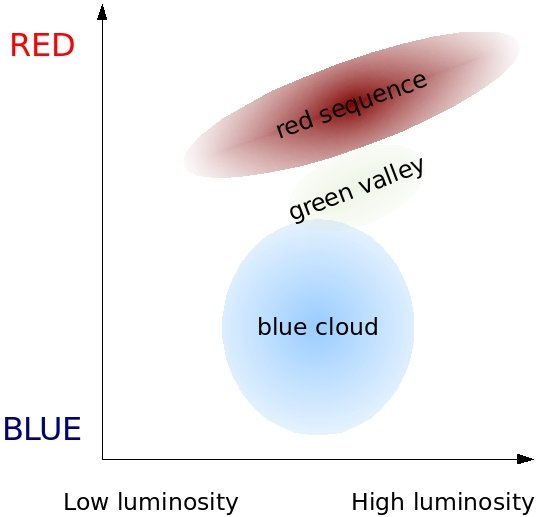
Модельная диаграмма «цвет — звёздная величина» показывает наличие трёх областей: красная последовательность (red sequence), синее облако (blue cloud), зелёная долина (green valley).

Диаграмма «цвет — звёздная величина» для галактик показывает зависимость абсолютной звёздной величины от массы галактики. Первичное описание отдельных областей на диаграмме дал в 2003 году Эрик Белл (англ. Eric F. Bell) с коллегами по результатам обзора COMBO-17, что помогло прояснить бимодальное распределение красных и голубых галактик, наблюдаемое при анализе данных SDSS и даже отмеченное де Вокулёром при анализе морфологии галактик в 1961 году. На диаграмме присутствуют три особые области: «красная последовательность» (англ. red sequence), «зелёная долина» (англ. green valley) и «синее облако» (англ. blue cloud). Красная последовательность включает большинство галактик красного цвета, в основном эллиптических. Синее облако содержит большинство галактик синего цвета, обычно являющихся спиральными. Между указанными областями находится малонаселённая область, известная как зелёная долина, включающая некоторые красные спиральные галактики. В отличие от сопоставимой ситуации, диаграммы Герцшпрунга — Рассела для звёзд, свойства галактик не полностью определяются положением на диаграмме «цвет — звёздная величина». Диаграмма также обладает эволюцией со временем: красная последовательность на более ранних этапах истории Вселенной была более постоянной по цвету на рассматриваемом интервале звёздных величин, а синее облако было менее равномерно заполненным.

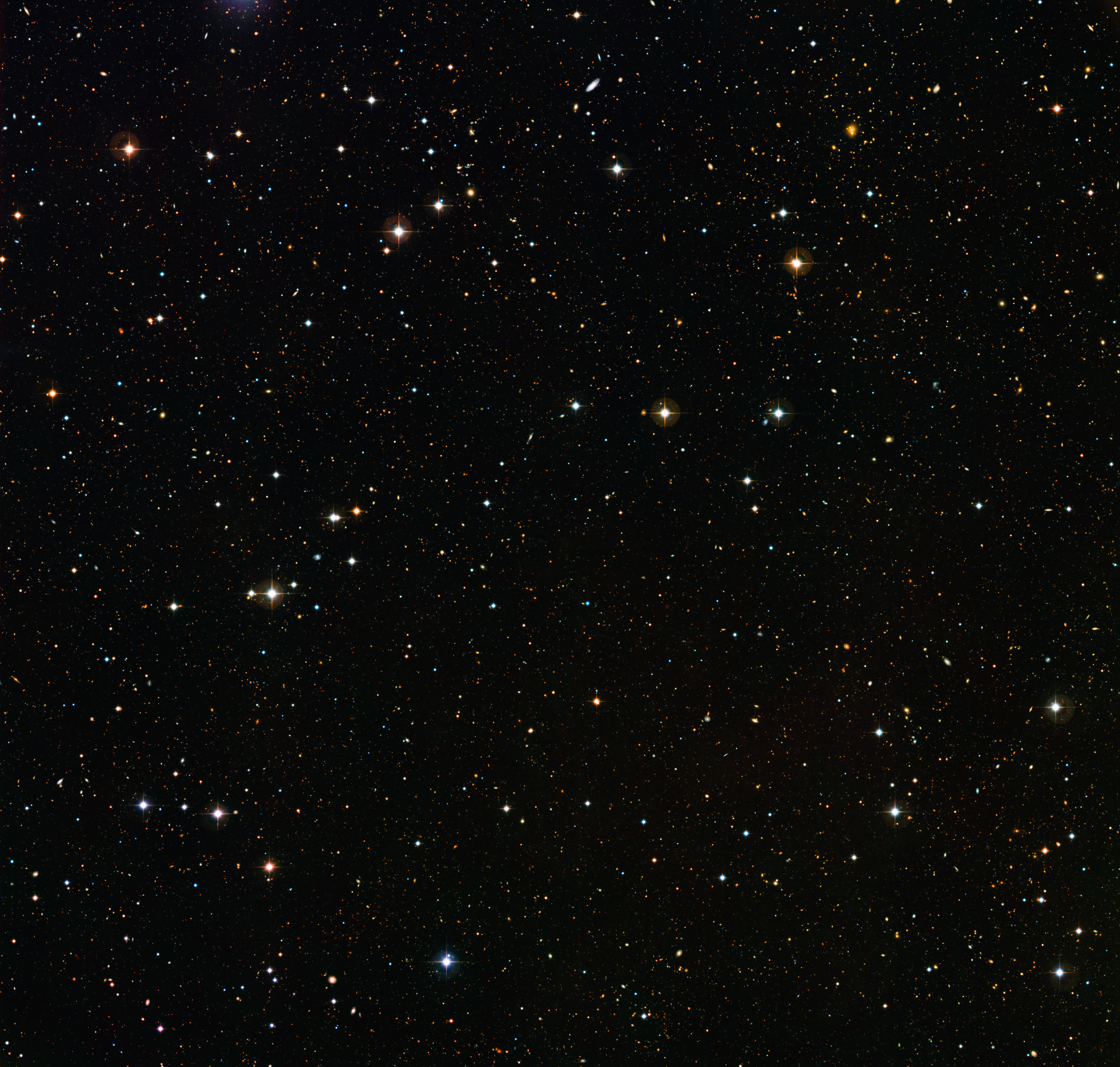
Один из пяти участков неба, исследовавшийся в обзоре COMBO-17.

Новые исследования показывают, что зелёная долина состоит из двух разных популяций галактик: галактик позднего типа, где звездообразование прекратилось вследствие исчерпания запаса газа в течение миллиардов лет, и галактик раннего типа, в которых запасы газа были быстро разрушены при слиянии с другими галактиками или при наличии активного ядра.
Млечный Путь и Галактика Андромеды считаются находящимися в зелёной долине, поскольку звездообразование в них замедляется вследствие постепенного исчерпания газа.